# Jamboree On The Air/Internet
 "JOTA" omdirigeres hertil. For andre betydninger af JOTA, se Jota (flertydig).
På Jamboree On The Air/Internet (JOTA/JOTI) mødes op mod en halv million spejdere verden over på afstand under den årlige virtuelle jamboree, der altid afholdes den tredje hele weekend i oktober.
Man kan bruge alle tekniske hjælpemidler for at komme i kontakt med andre spejdere i verden, de mest kendte er amatørradio og Internet. Anvendes amatørradio kaldes jamboreen for JOTA, anvender man Internet kaldes jamboreen for JOTI.

## Ekstern henvisning
- JOTA/JOTI i Danmark
- Scouting Radio